# Outokumpu
Outokumpu é um grupo de empresas com sede em Espoo, na Finlândia fundada em 1932, atua na area de  aço inoxidável. A empresa tem aprox. 8 000 funcionários em cerca de 30 países diferentes em todo o mundo. Durante várias décadas a Outokumpu foi conhecido principalmente como uma empresa de mineração e metalurgia, mas agora a única mina operacional é em Kemi para minério de cromo, que é usado diretamente para ferrocromo produzido para uma entrada da produção de aço inoxidável.